# 加约禄斯县
加约禄斯县（英語：Gayo Lues Regency）是位於印度尼西亞亞齊特區北部的一个县，分立於2002年。該縣佔地面積5,719.58平方公里。根據2010年的人口普查數據，該縣有79,560名居民。該縣是迦幼人的故鄉之一。該縣超過90%的居民從事農業。